# Polo museale terra di Montenovo
Il Polo museale terra di Montenovo ad Ostra Vetere (AN), è situato nei suggestivi ambienti dell'ex convento di Santa Lucia delle suore clarisse, un edificio monumentale di origine medievale, rinnovato alla fine del XVII secolo.

## Palazzo Marulli
Nel 1810 con le leggi di soppressione degli ordini religiosi, vigenti nel Regno d'Italia, il convento delle Clarisse divenne proprietà di una famiglia del luogo. Nel 2000 l'Amministrazione comunale di Ostra Vetere ha acquistato il complesso monumentale, e in seguito a restauro, ha destinato l'immobile a sede museale, archivio e biblioteca comunale. 
Il museo, allestito in collaborazione con gli enti ecclesiastici locali, è stato inaugurato il 26 gennaio 2008.

## Le sezioni espositive
Il percorso si articola su due piani: al pianterreno è situata un'esposizione di carattere etnografico, e l'antiquarium. Al primo piano è collocata l'esposizione di opere d'arte.

### Biblioteca comunale G. Tanfani
La Biblioteca comunale G. Tanfani di Ostra Vetere è ubicata, sin dal febbraio 2004, presso il piano terra di Palazzo Marulli.

### Raccolta dell'azienda agricola Marulli
È ubicata in una parte del piano terra e conserva gli attrezzi usati nel secolo scorso dall'azienda agricola Marulli per la produzione e la lavorazione dei prodotti agricoli, in particolare dell'olio d'oliva.

### Museo Civico-Parrocchiale "Maria Crocifissa Satellico"
La prima sala ospita i reperti più antichi dell'arte sacra locale, con parti di affreschi staccati di Dionisio Nardini e Fabrizio Fabrizi. La seconda sala espone opere pittoriche di tema sacro, mentre nella terza sono presenti dipinti e sculture in legno che illustrano prevalentemente la devozione ai santi.
Notevoli due tele cinquecentesche, una di Filippo Bellini databile al 1593 - 1596 circa con Gesù che salva dalla tempesta San Pietro proveniente dalla Chiesa di Santa Maria di Piazza e un'altra di Claudio Ridolfi con Gesù coronato di spine.

### Fondo librario antico
Sempre al primo piano è collocata l'antica biblioteca dei Frati Minori Conventuali, parte dei beni ecclesiastici incamerati dal Comune nel 1869, che raccoglie volumi risalenti al Quattrocento ed una collezione di libri antichi di farmacopea, provenienti dalla biblioteca dei padri Cappuccini.